# Anežka Zajíčková
Anežka Zajíčková (rozená Cyhelková či Cihelková, 6. září 1903 Praha – 24. října 1942 Mauthausen) byla předsedkyně Sboru dobrovolných sester Československého červeného kříže a podporovatelka parašutistů z výsadku Anthropoid a Silver A popravená nacisty.

## Život a podpora výsadkářů
Anežka Zajíčková se narodila v Praze 6. září 1903 do rodiny Josefa Cyhelky (nebo Cihelky) a Anežky Cyhelkové (nebo Cihelkové), rozené Konrádové. Byla římskokatolického vyznání a pracovala jako soukromnice. V době protektorátu již byla vdovou po zesnulém JUDr. Vratislavu Zajíčkovi. Působila jako předsedkyně Sboru dobrovolných sester Československého červeného kříže, jenž byl v protektorátu v srpnu 1940 zakázán a zrušen. Řada jeho členů a zaměstnanců pak ale fungovala v ilegalitě a spolupracovala s odbojem. Spolu s ní zde působily další dobrovolné sestry, které s rodinami pomáhaly parašutisty ukrývat či je jinak podporovaly, např. Anna Šrámková, Ludmila Ryšavá, Marie Moravcová, Josefa Bautzová (též Baucová), Marie Bradáčová či Miroslava Dubová.
Anežka Zajíčková umožnila členům paraskupiny Anthropoid a rtm. Josefu Valčíkovi z paraskupiny Silver A navázat spolupráci se stomatologem MUDr. Jiřím Jesenským. Ten ošetřil Jozefu Gabčíkovi a Janu Kubišovi bolavé zuby. Kubiše s Gabčíkem rovněž vyučovala cizím jazykům.

## Zatčení, smrt
Stejně jako dalším podporovatelům parašutistů se i jí stalo osudným udání Karla Čurdy na gestapu 16. června 1942. Po sérii výslechů a po skončení bojů v kostele sv. Cyrila a Metoděje došlo i na Anežku Zajíčkovou. Ta byla gestapem zatčena 23. června 1942, z vazby na Pankráci převezena do terezínské Malé pevnosti a po transportu do koncentračního tábora Mauthausen byla 24. října 1942 popravena zastřelením.

## Po válce
- Anežka Zajíčková byla po válce prezidentem republiky in memoriam vyznamenána.
- Na domě, kde bydlela, v ulici Jánský vršek 323/13 v Praze na Malé Straně, je umístěna pamětní deska s nápisem: „NA PAMĚŤ / ANEŽKY ZAJÍČKOVÉ / PŘEDSEDKYNĚ DOBROVOLNÝCH SESTER ČSČK / V PRAZE III / UMUČENÉ V MAUTHAUSENU DNE 24. X. 1942.“[6][7]

- Na Olšanských hřbitovech v Praze 3 (Jana Želivského, Olšanské hřbitovy, oddíl VIII/8) má Anežka Zajíčková symbolický hrob (kenotaf). Na desce rodinného hrobu je nápis: „VZPOMÍNÁME / NAŠÍ JEDINÉ DCERY ANEŽKY, PROVD. ZAJÍČKOVÉ / UMUČENÉ 24. X. 1942 V MAUTHAUSENU / ČEST PAMÁTCE VĚRNÉ VLASTENKY“.[8]

- Její jméno (Zajíčková Anežka roz. Cihelková * 6. 9. 1903) je uvedeno na pomníku při pravoslavném chrámu svatého Cyrila a Metoděje (adresa: Praha 2, Resslova 9a). Pomník byl odhalen 26. ledna 2011 a je součástí Národního památníku obětí heydrichiády.[9]

## Galerie

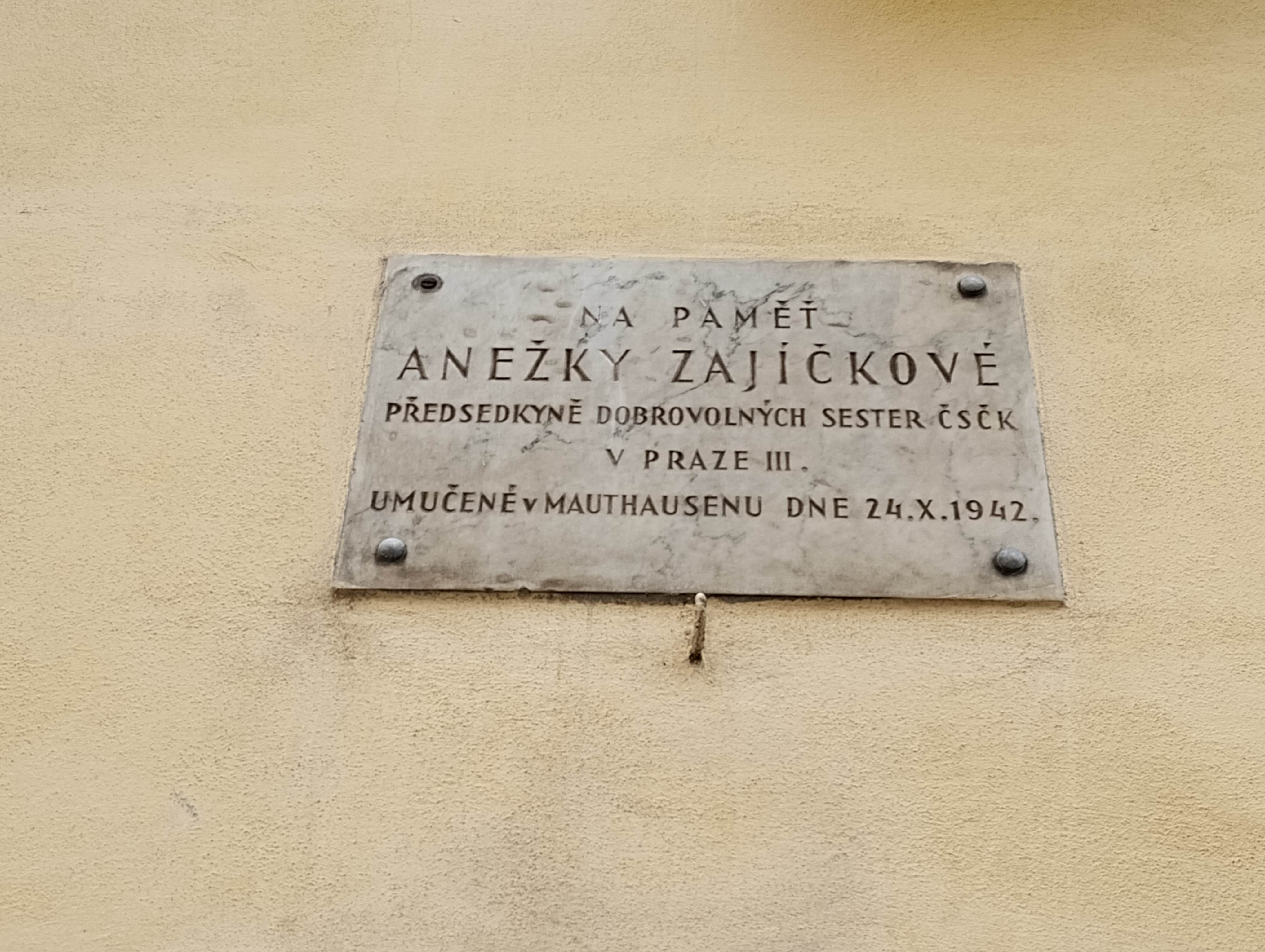
Pamětní deska v ulici Jánský vršek 323/13, Praha-Malá Strana
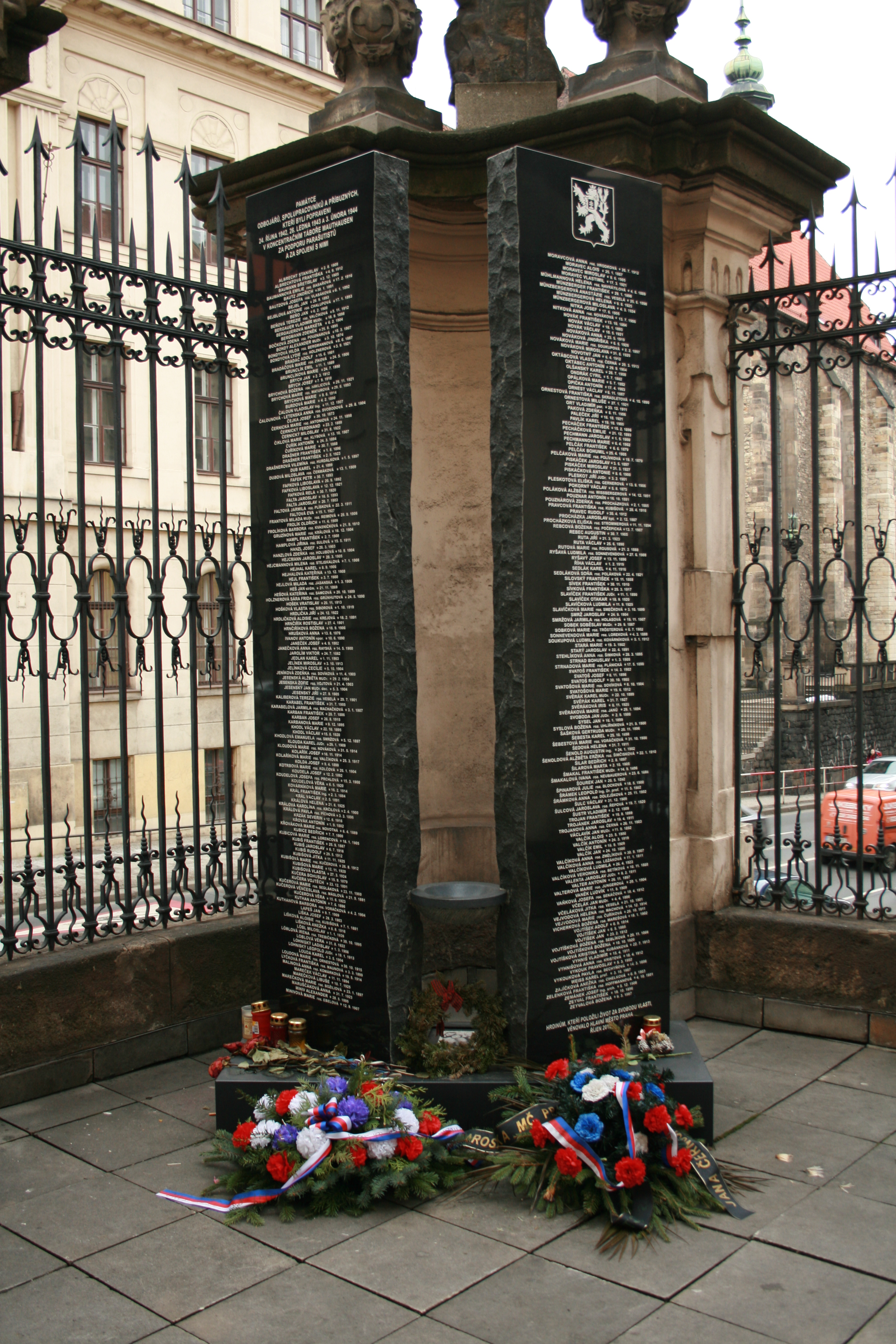
Pomník spolupracovníků parašutistů a jejich rodinných příslušníků na terase kostela sv. Cyrila a Metoděje v Resslově ulici v Praze.
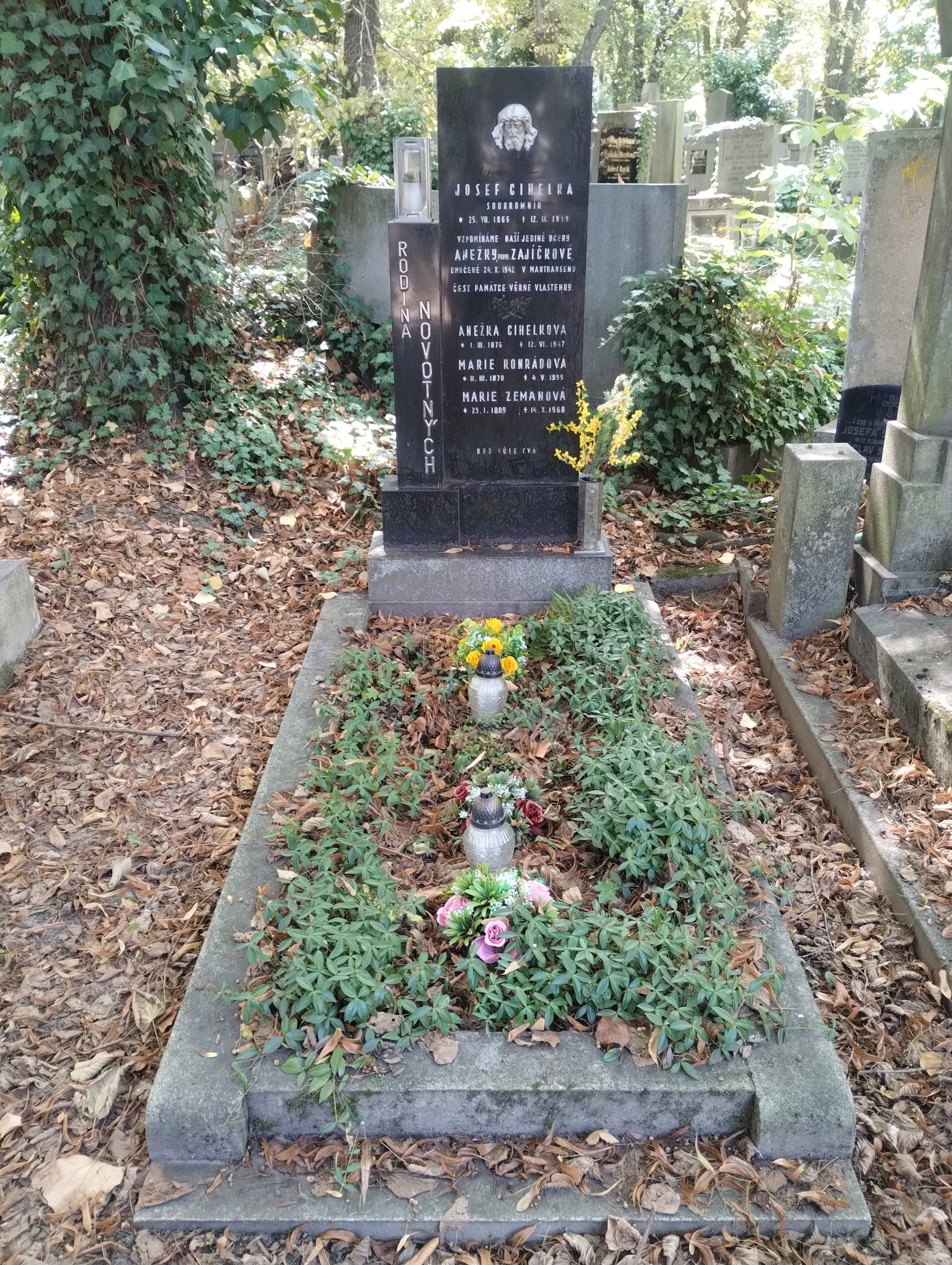
Kenotaf Anežky Zajíčkové na Olšanských hřbitovech
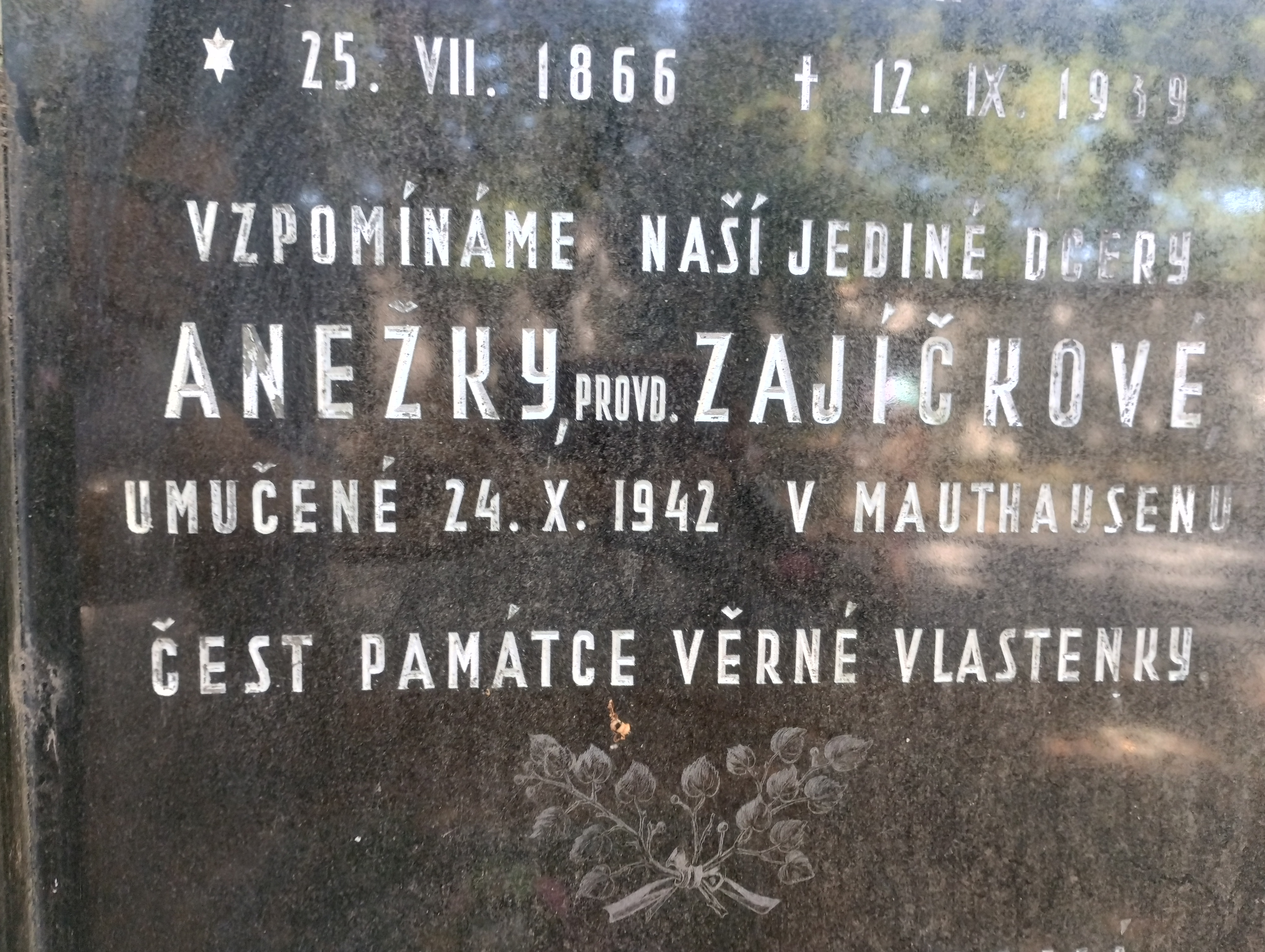
Nápis na kenotafu Anežky Zajíčkové na Olšanských hřbitovech